# Kostel svatého Františka z Assisi (Nový Knín)
Kostel svatého Františka z Assisi (též sv. Františka Serafinského) v Novém Kníně je římskokatolický farní kostel. Původně gotický kostel je hlavním chrámem římskokatolické farnosti ve Starém Kníně.

## Historie
Stavba je gotického původu, pravděpodobně z konce 14. století. V jižní stěně lodi bylo při opravách v 50. letech 20. století odkryto gotické okénko se zbytky kružby. Pozůstatky většího okna byly nalezeny i v jižní stěně presbytáře, avšak pro fragmentární dochování byly po skončení oprav znovu zakryty.
Z renesančního období pocházejí náhrobní kameny držitelů panství, nyní zasazené do vnitřních stěn lodi, a sanktuář v severní stěně presbytáře (Kateřina Myslíková z Hyršova, Kateřina Zhudovská z Hyršova, Markéta Zhudovská z Hyršova, Anna Zhudovská z Hyršova, Anna Vratislavová z Lub, Heřman Diviš Slepotický z Sulic, děti Václava z Mitrovic Kryštof Vratislav a Anna Marie, atd.). Z inventáře se z renesančního období zachovala cínová křtitelnice z roku 1601.
Kostel byl přestavován ještě v 17. a pak znovu zhruba v polovině 18. století. Přibližně z téže doby pochází většina dochovaného inventáře. Protože další výraznější úpravy se kostelu už vyhnuly, zachoval se ve slohově čisté podobě.
Pod dlažbou presbytáře pohřben mj. Václav Vratislav z Mitrovic. Část inventáře se stala kořistí několika krádeží po roce 1989.

## Fara

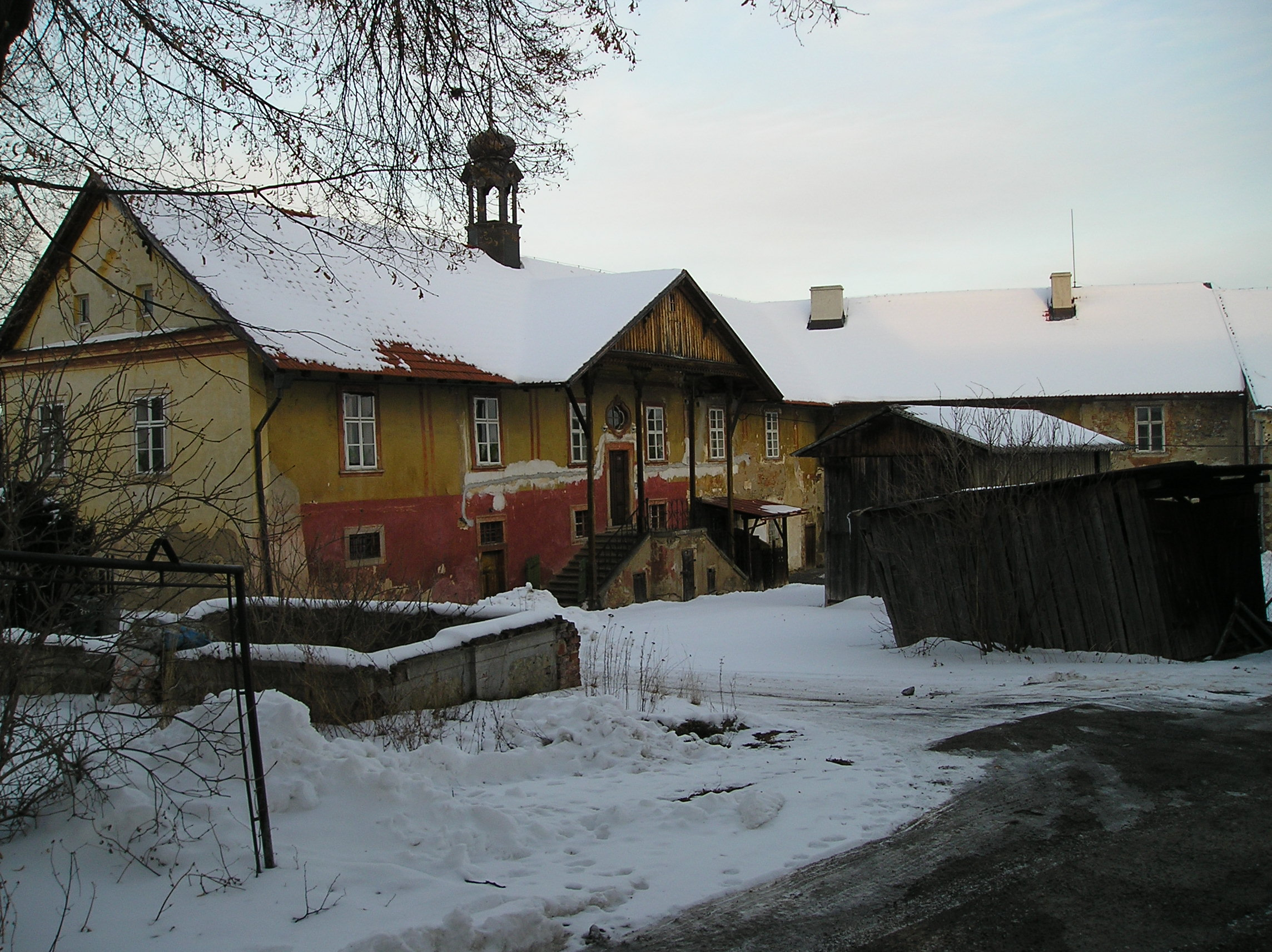
Zdejší fara

Vedle kostela se nachází dvoukřídlá raně barokní budova fary, která vznikla adaptací zámečku Vratislavů z Mitrovic postaveného po třicetileté válce.